# Trixis californica
Espèce
Trixis californica est une espèce de plantes à fleurs de la famille des Asteraceae, originaire du sud-ouest des États-Unis et du nord du Mexique.

## Description morphologique

### Appareil végétatif
Trixis californica est une plante très feuillue, ligneuse et ramifiée, qui se présente sous forme de buisson, souvent plus large que haut, atteignant de 30 à 90 cm de hauteur. Les feuilles lancéolées mesurent de deux à cinq centimètres de longueur.

### Appareil reproducteur

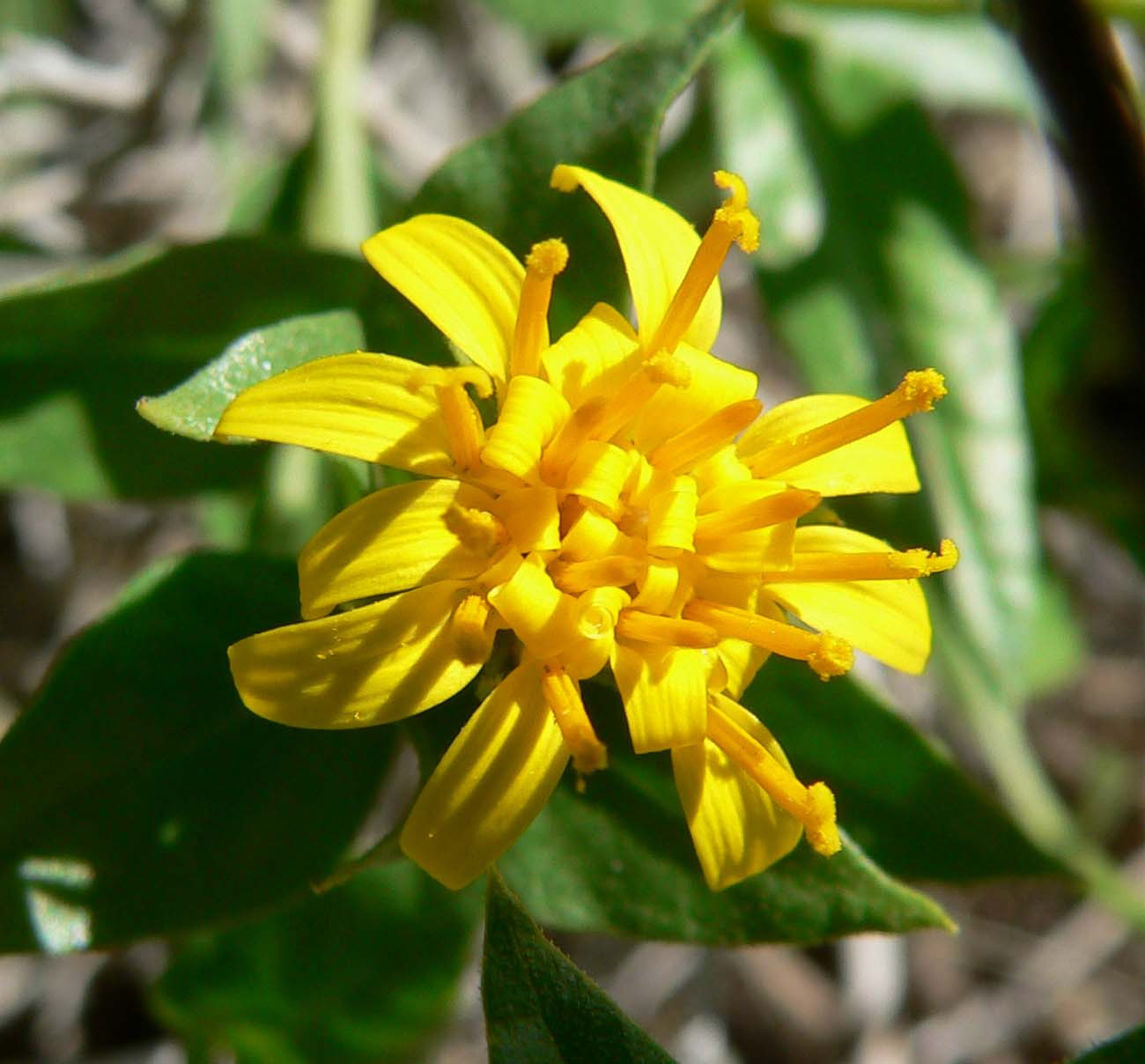
Détail d'une fleur de Trixis californica.

La floraison survient entre février et octobre. L'inflorescence est un petit capitule jaune, exclusivement constitué de fleurons tubulés. Ces capitules mesurent deux centimètres de diamètre. Chaque fleuron est constitué de trois lobes : un large, doté de trois dents à son extrémité, et deux plus étroits et de forme vrillée. Chaque capitule est entouré d'un involucre, constitué de bractées ressemblant à des feuilles étroites.
Les fruits sont des akènes dotés d'un prolongement de couleur paille.

## Répartition et habitat
Ce buisson pousse sur les pentes rocheuses des déserts du sud-ouest des États-Unis (du sud de la Californie à l'ouest du Texas) et du nord du Mexique.